# Rhynchopelates
Rhynchopelates is een monotypisch geslacht van straalvinnige vissen uit de familie van tijgerbaarzen (Terapontidae).

## Soort
- Rhynchopelates oxyrhynchus (Temminck & Schlegel, 1842)